# نینجا گایدن (بازی آرکید)
نینجا گایدن (ژاپنی: 忍者龍剣伝 هپبورن: Ninja Ryūkenden) که بعدها در اروپا تحت عنوان جنگجویان سایه شناخته شد، یک بازی ویدئویی بیتم آپ از زاویه دید پهلو است که در ابتدا توسط تکمو به عنوان یک بازی ویدئویی آرکید با سکه منتشر شد. این بازی نخستین قسمت از مجموعه بازی‌های نینجا گایدن به‌شمار می‌رود. نینجا گایدن برای اولین بار در سال ۱۹۸۸ در آمریکای شمالی و اروپا و سال ۱۹۸۹ در کشور ژاپن عرضه شد. بازی آرکید نینجا گایدن تقریباً همزمان با کنسول خانگی همتای خود سیستم سرگرمی نینتندو ساخته و منتشر شد، اگرچه آن‌ها بازی‌های متفاوتی از یکدیگر بودند و تنها چند شباهت جزئی با هم داشتند.
نسخه‌های خانگی بازی آرکید نینجا گایدن در اروپا تحت نام جنگجویان سایه توسط شرکت بریتانیایی اوشن سافتور در سال ۱۹۹۰ برای پنج پلتفرم مختلف رایانه شامل: آمیگا، آتاری اس‌تی، کمودور ۶۴، اسپکتروم و آمستراد سی‌پی‌سی، و در آمریکای شمالی توسط های‌تک اکسپرشن برای آی‌بی‌ام پی‌سی منتشر شد. در سال ۲۰۰۵ نسخه آرکید این بازی همچنین به عنوان یک بازی پاداش پنهان در نسخهٔ نینجا گایدن بلک برای کنسول ایکس‌باکس گنجانده شده بود. این بازی آرکید به عنوان یک کنسول مجازی در سال ۲۰۰۹، برای کنسول نینتندو وی، همراه با نسخهٔ نینتندو سوئیچ در تاریخ ۵ مه منتشر شد.